# ルシフェルノ
ルシフェルノ（Luciferno）のリングネームで知られるヘスス・ラミレス（Jesus Parra Ramirez、1972年1月11日 - ）は、メキシコの覆面レスラー。ドゥランゴ州ゴメスパラシオ出身。
兄はCMLLに所属するエフェスト。

## 来歴
地元であるドゥランゴ州を拠点とする団体にてトレーニングを開始し、アステリオンとハルコン・スリアーノに師事。1989年12月25日にスペル・パンク（Super Punk）のリングネームでプロレスラーデビューを果たす。
1996年、コナンが主宰するプロモ・アステカにてウルティモ・リベルデ（Ultimo Rebelde）のリングネームで参戦し、ウルティモ・ゲレーロとロス・フーリガンズ（Los Hooligans）なるタッグチームを結成して活動。1997年2月28日、Promo Azteca TVにてプロモ・アステカミドル級王座争奪トーナメントの1回戦にて兄であるパンテーラ・デル・リングと対戦するが敗戦した。12月13日、トレロとマスカラ・コントラ・マスカラを行い敗戦し、素顔を晒した。
2002年7月、CMLLと契約を交わし入団。同月2日、フーリガン（Hooligan）のリングネームで登場。ニトロ & アルカンヘル・デ・ラ・ムエルテと組んでボラドール・ジュニア & リッキー・マルビン & トニー・リベラと対戦するが勝利するに至らなかった。
2003年1月、サングレ・アステカとラムステインとラ・アリアンサ（La Alianza）なるトリオユニットを結成。エルマノス・ストーン（アラン・ストーン & クリス・ストーン）と抗争を展開。
2004年5月、サングレ・アステカとラムステインと共にニトロ率いるルードユニットであるパンディージャ・ゲレーラ（Pandilla Guerrera）にメンバー入り。
2007年7月、ユニットの名称をロス・リベルデス・トゥアレグ（Los Rebeldes Tuareq）へと変更。
2008年6月15日、Dia Del Padreにて行われたCMLLアレナコリセオタッグ王座争奪トーナメントにアルカンヘル・デ・ラ・ムエルテと組んで出場。1回戦でレオノ & トニー・リベラと対戦して勝利。準々決勝へ進出し、アンヘル・アステカ・ジュニア & マスカラ・プルプラと対戦するが敗戦した。
2009年4月10日、CMLL Super Viernesにてメタリコとライトニングマッチを行い勝利。10月18日、Domingos Arena Mexicoにて12人マスカラ・コントラ・マスカラ・スティールケージマッチに出場。12月4日、Sin Salida 2009にてロコ・マックス & スカンダーロと組んでペガッソ & レイ・コメタ & ルーシュと対戦するが勝利するに至らなかった。
2010年7月18日、Infierno En El Ring 2010にて12人マスカラ・コントラ・マスカラ・スティールケージマッチに出場。1番目に場外へと抜け出す事に成功した。
2011年7月17日、Domingos De Coliseo - 25. Aniversario De Arkangel de la Muerteにてトルネオ・シベルネティコに出場。
2014年8月、オンブレ・シン・ノンブレ（Hombre sin Nombre）へとリングネームを変更。12月2日、Martes Arena Mexicoにてアンヘル・デ・オロとライトニングマッチで対戦するが敗戦。
2015年2月3日、CadenaTresにてポルボラ & モルフォシスと組んでフエゴ & ペガッソ & トゥリトンと対戦するが消極的な試合をして敗戦。試合後、バックステージにて新たなマスクを着用して登場するとルシフェルノ（Luciferno）と名乗りアベルノが退団して2人となったメフィスト & エフェストの新たなパートナーである事を宣言してロス・イホ・デル・インフェルノ（Los Hijos del Infierno）なるユニットを結成。8月9日、Titanes del Ringにてメキシカンナショナルトリオ王座を保持するロス・レイエス・デ・ラ・アトランティーダ（アトランティス & デルタ & ゲレーロ・マヤ・ジュニア）に挑戦。最後にメフィストがアトランティスへデビルウィングスを決めて勝利。ベルトを奪取した。

## 得意技
- フーリガン・クラッシュ

ベリー・トゥ・ベリー・パイルドライバー
- ラ・タパティア

サーフボード・ストレッチ
- ティラブソン

アブドミナル・ストレッチ

## 獲得タイトル
CMLL
- メキシカンナショナルトリオ王座 : 1回

w / メフィスト & エフェスト